# Pitcairnia tuerckheimii
Pitcairnia tuerckheimii är en gräsväxtart som beskrevs av John Donnell Smith. Pitcairnia tuerckheimii ingår i släktet Pitcairnia och familjen Bromeliaceae. Inga underarter finns listade i Catalogue of Life.